# مريديث روسو
مريديث روسو (بالإنجليزية: Meredith Russo)‏ هي كاتِبة أمريكية، ولدت في 1986.